# Heide-Marie Lauterer
Heide-Marie Lauterer (* 19. April 1952 in Heidelberg) ist eine deutsche Historikerin und Autorin.

## Leben
Nach dem Abitur an der Elisabeth-von-Thadden-Schule in Heidelberg-Wieblingen studierte Lauterer Germanistik und Geschichte. Danach war sie als Lehrerin für die Fächer Deutsch und Geschichte an verschiedenen Schulen und Fachhochschulen in Baden-Württemberg und Rheinland-Pfalz tätig. Ihre Promotion an der Ruprecht-Karls-Universität Heidelberg erfolgte 1990. Von 1991 bis 1994 war Lauterer Lehrbeauftragte der Theologischen Fakultäten der Universität Heidelberg und der Universität Hamburg im Fach Kirchengeschichte, von 1991 bis 1994 Lehrbeauftragte an der Theologischen Fakultät der Universität Heidelberg für das Forschungsprojekt „Widerstand, Judenverfolgung und Kirchenkampf“ sowie von 1998 bis 1999 Lehrbeauftragte am dortigen Historischen Seminar. Von 2001 bis 2009 war sie als wissenschaftliche Angestellte der Bayerischen Akademie der Wissenschaften tätig und mit der Max Weber-Gesamtausgabe befasst.
Ihre Dissertation mit dem Thema Liebestätigkeit für die Volksgemeinschaft, eine Studie über Diakonissen in der Zeit des Nationalsozialismus, erschien 1994. Mit einer Geschichte der Parlamentarierinnen in Deutschland 1918/19–1949 gewann sie 2001 den Wolf-Erich-Kellner-Preis. Diese Untersuchung wurde 2002 veröffentlicht.
Seit 2008 betätigt sich Lauterer als freie Schriftstellerin.

## Veröffentlichungen
Wissenschaftlich
- Liebestätigkeit für die Volksgemeinschaft. Der Kaiserswerther Verband Deutscher Diakonissenmutterhäuser in den ersten Jahren des NS-Regimes. Vandenhoeck und Ruprecht, Göttingen 1994, ISBN 978-3-525-55722-8.
- Parlamentarierinnen in Deutschland 1918/19–1949. Helmer, Königstein/Taunus 2002, ISBN 978-3-89741-090-9.
- Max Weber Gesamtausgabe. Hochschulwesen und Wissenschaftspolitik. Schriften und Reden 1895–1920. Hrsg. in Zusammenarbeit mit M. Rainer Lepsius, Wolfgang Schluchter und Anne Mundig, Tübingen 2016, ISBN 978-3-16-153434-8.

Sonstige
- Irre Geschichten. Mattes, Heidelberg 2008, ISBN 978-3-930978-19-9.
- Mörderischer Galopp. Reiterkrimi. Spiritbooks, Kirchheim/Teck 2011, ISBN 978-3-9814714-0-3.
- Mörderische Liebe. Reiterkrimi. Spiritbooks, Kirchheim/Teck 2013, ISBN 978-3-944587-08-0.
- Das Klassentreffen. Spiritbooks, Kirchheim/Teck 2013, ISBN 978-3-9815421-7-2.
- Mörderisches Schicksal. Reiterkrimi. Spiritbooks, Kirchheim/Teck 2015, ISBN 978-3-944587-99-8.
- Das blaue Album. Rungholt Verlag, Südbrookmerland 2017, ISBN 978-3-947114-01-6.
- Das Bestsellerprojekt. Draupadi Verlag, Heidelberg 2019, ISBN 978-3-945191-48-4.